# Cape Preston
Cape Preston är en udde i Australien. Den ligger i delstaten Western Australia, omkring 1 200 kilometer norr om delstatshuvudstaden Perth.
Trakten är glest befolkad. Det finns inga samhällen i närheten. 
Klimatförhållandena i området är arida. Genomsnittlig årsnederbörd är 351 millimeter. Den regnigaste månaden är januari, med i genomsnitt 130 mm nederbörd, och den torraste är augusti, med 1 mm nederbörd.